# 백혈구 촉진인자
백혈구 촉진인자(白血球促進因子, 영어: leukocyte-promoting factor)는 호중구가 이물질 항원을 접했을 때 생성되는 물질의 한 종류이다. 흔히 류코포이에틴(영어: leukopoietin)으로도 알려져 있다. 백혈구 촉진인자는 골수를 자극하여 백혈구형성 속도를 증가시키고, 이는 이물질 항원을 식세포작용을 하기 시작하면 불가피하게 손실되는 호중구를 대체하기 위함이다.
백혈구 촉진인자에는 집락 자극인자(CSF) (단핵구와 T 림프구에서 생성), 인터루킨(단핵구, 대식세포, 내피세포에서 생성), 프로스타글란딘, 락토페린이 포함된다.

## 같이 보기
- 백혈구
- 백혈구증가증
- 전체 혈구 계산
- 인듐-111 백혈구 검사
- 백혈구 세포외유출